# Le Moniteur des ventes
Le Moniteur des ventes est un hebdomadaire de ventes aux enchères publiques des biens d'équipement. Doté à la fois d'une diffusion presse et en ligne via le site moniteur.net, l'hebdomadaire offre aux particuliers et aux professionnels toutes les informations relatives aux ventes aux enchères. Il est vendu au prix de 2,50 euros.

## L'hebdomadaire des ventes aux enchères de biens d'équipements
Peuvent être consultés : 
- le calendrier des ventes aux enchères ;
- les résultats des ventes aux enchères ;
- le Moniteur électronique : proposé aux abonnés à la version PDF, les internautes peuvent télécharger les cinq dernières éditions du Moniteur au format PDF et ils peuvent également les consulter en mode livre ;
- l'alerte thématique : les abonnés peuvent recevoir par courriel, chaque mercredi, l’agenda exhaustif des ventes concernant les spécialités qui les intéressent.